# Болгары (Марий Эл)
Болгары (мар. Булгар) — деревня в Мари-Турекском районе Республики Марий Эл. Входит в состав Марийского сельского поселения.

## География
Находится в восточной части республики Марий Эл на расстоянии приблизительно 40 км по прямой на юг-юго-восток от районного центра посёлка Мари-Турек.

## История
Образована в 1921 году выходцами из деревни Нуса Арского района Татарии. В 1925 году в деревне было 26 дворов, 126 жителей. В 1933 году в деревне было 133 жителя, в 1940 году — 155 жителей. В 1960-е года из-за отнесения деревни к неперспективным и закрытия производственных объектов, население начало убывать. В 1970 году в деревне осталось 119 человек. В 2000 году в деревне было 27 дворов. В советское время работали колхозы «Болгары», «Новый мир», им. Кирова, совхоз «За мир».

## Население
Население составляло 75 человек (татары 99 %) в 2002 году, 43 в 2010.